# Nikola Gabrowski (Politiker, 1864)

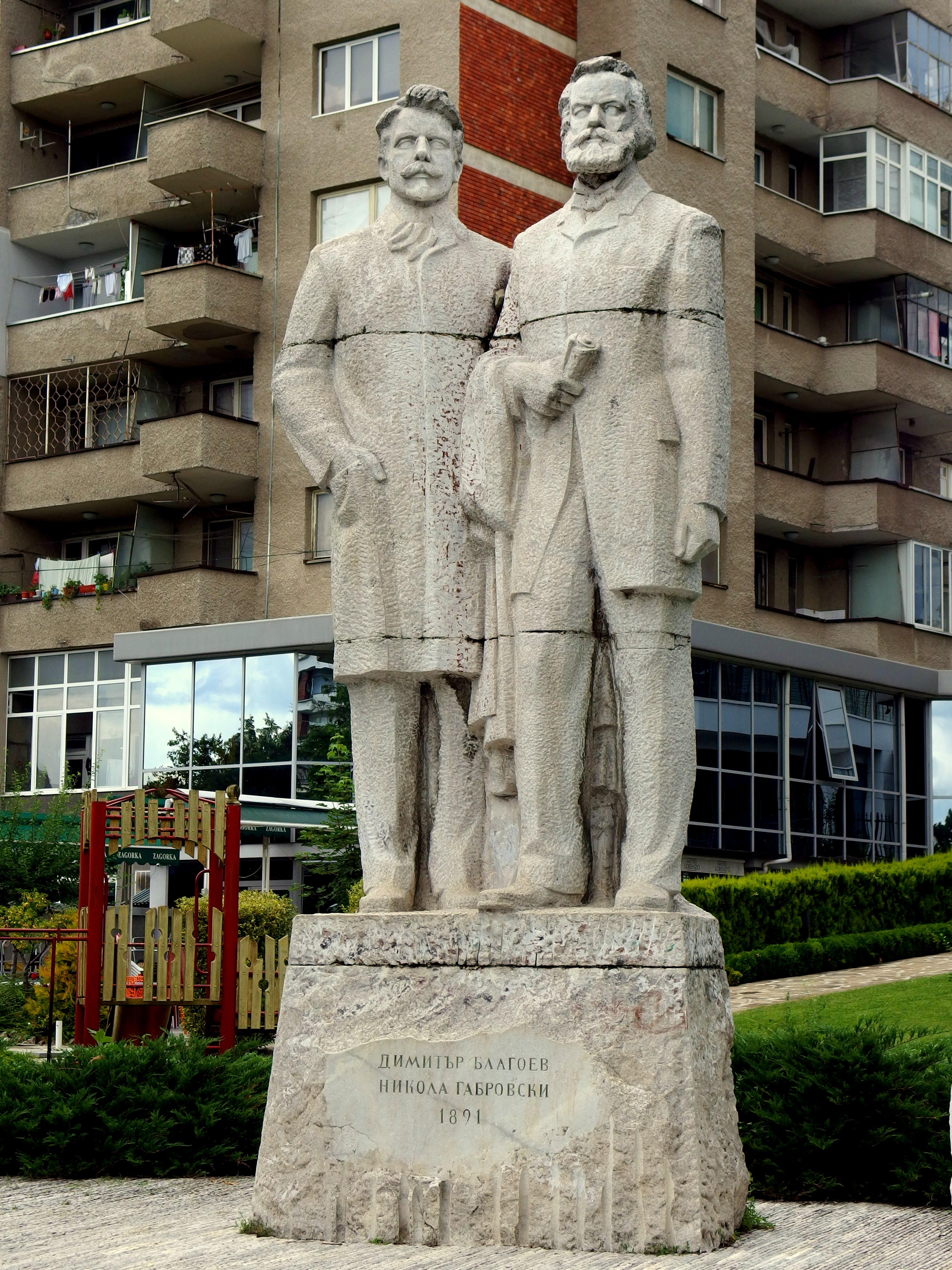
Denkmal für Nikola Gabrowski in Weliko Tarnowo

Nikola Christow Gabrowski (bulgarisch Никола Христов Габровски; * 6. September 1864 in Weliko Tarnowo; † 11. Juli 1925 ebenda) war ein bulgarischer Politiker.

## Leben
Er studierte in Genf Rechts- und Sozialwissenschaften und schloss das Studium 1887 ab. Gabrowski wurde ein enger Mitarbeiter Dimityr Blagoew, mit dem er Programm und Statut einer marxistischen Partei erstellte. Gemeinsam mit Blagoew gründete er im Jahr 1891 die Bulgarische Sozialdemokratische Partei. Bis 1894 gehörte er dem Zentralkomitee der Partei an, danach arbeitete er als Redakteur. 1903 spaltete sich die von ihm gegründete Partei. Er schloss sich zunächst dem rechten Flügel an, wechselte jedoch 1914 zur marxistisch ausgerichteten Linken. 1925 wurde er von der Polizei getötet.
In seiner Heimatstadt Weliko Tarnowo wurde ihm ein Denkmal errichtet, das ihn gemeinsam mit Blagoew zeigt.